# Aunt Jemima

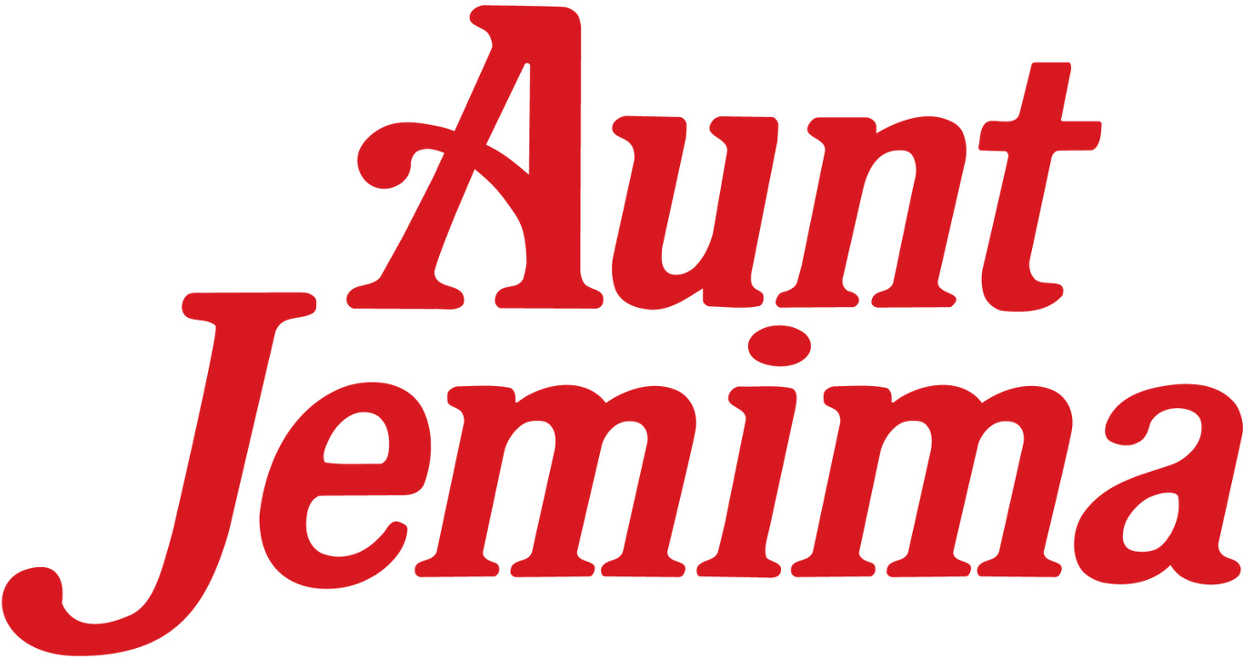
Logo de Aunt Jemima

Aunt Jemima foi uma marca americana de alimentos para o café da manhã, conhecida por sua mistura para panquecas (pancake mix), xarope de mesa (table syrup) e outros produtos alimentícios consumidos no café da manhã. A versão original da mistura para panquecas foi desenvolvida entre 1888 e 1889 pela Pearl Milling Company e anunciada como o primeiro produto culinário "pronta para uso".
A marca Aunt Jemima foi inspirada no arquétipo da "mammy" do Sul dos Estados Unidos. Devido às ligações históricas desse estereótipo com a era Jim Crow, a Quaker Oats anunciou em junho de 2020 que a marca Aunt Jemima seria descontinuada “para promover avanços rumo à igualdade racial”, levando à remoção da imagem de Aunt Jemima até o quarto trimestre de 2020.
Em junho de 2021, em meio ao aumento das tensões raciais nos Estados Unidos, o nome da marca Aunt Jemima foi descontinuado pelo seu atual proprietário, a PepsiCo, com todos os produtos sendo rebatizados como Pearl Milling Company, nome da empresa que produziu a mistura original para panquecas. Mesmo assim, o nome Aunt Jemima continua sendo utilizado no slogan da marca, “Same great taste as Aunt Jemima”.
Nancy Green interpretou o personagem Aunt Jemima na Exposição Mundial de Chicago e foi uma das primeiras modelos corporativas negras nos Estados Unidos. Agências de publicidade subsequentes contrataram dezenas de atrizes para interpretar o papel, configurando a primeira campanha organizada de promoção de vendas.

## História
Em 1888, o editor do St. Joseph Gazette, Chris L. Rutt, e seu amigo Charles G. Underwood compraram um pequeno moinho de farinha localizado na 214 North 2nd St. em St. Joseph, Missouri. A "Pearl Milling Company" de Rutt e Underwood produzia uma variedade de produtos moídos (como Farinha de trigo e Fubá) utilizando um processo de moagem denominado "pearl milling". Enfrentando um mercado de farinha saturado, após um ano de experimentação, eles começaram a vender o excesso de farinha em sacos de papel com o rótulo genérico “Self-Rising Pancake Flour” (mais tarde denominado “a primeira mistura pronta”).

### Identidade visual e marca registrada
Para diferenciar sua mistura para panquecas, no final de 1889, Rutt apropriou-se do nome e da imagem “Aunt Jemima” a partir de cartazes litografados vistos em uma casa de vaudeville em St. Joseph, Missouri. Na Exposição Mundial de Chicago de 1893, a empresa montou uma demonstração de preparo de panquecas ao lado do “maior tonel de farinha do mundo” (24 pés de altura). Nancy Green, uma ex-escrava do condado de Montgomery, Kentucky, interpretou o personagem, cozinhou panquecas, cantou canções e promoveu o produto.
Em 1915, a consagrada marca Aunt Jemima foi objeto de uma decisão judicial sobre marcas registradas que estabeleceu um novo precedente. Anteriormente, a lei de marcas registradas dos Estados Unidos protegia apenas contra infrações de outros vendedores do mesmo produto, mas, sob a “Doutrina Aunt Jemima”, o vendedor da mistura para panquecas também passou a ser protegido contra a infração por parte de um vendedor não relacionado de um produto diferente, porém correlato — o xarope para panquecas.
Aunt Jemima tornou-se um dos logotipos e marcas registradas em uso contínuo por mais tempo na história da publicidade americana.

### Logotipo

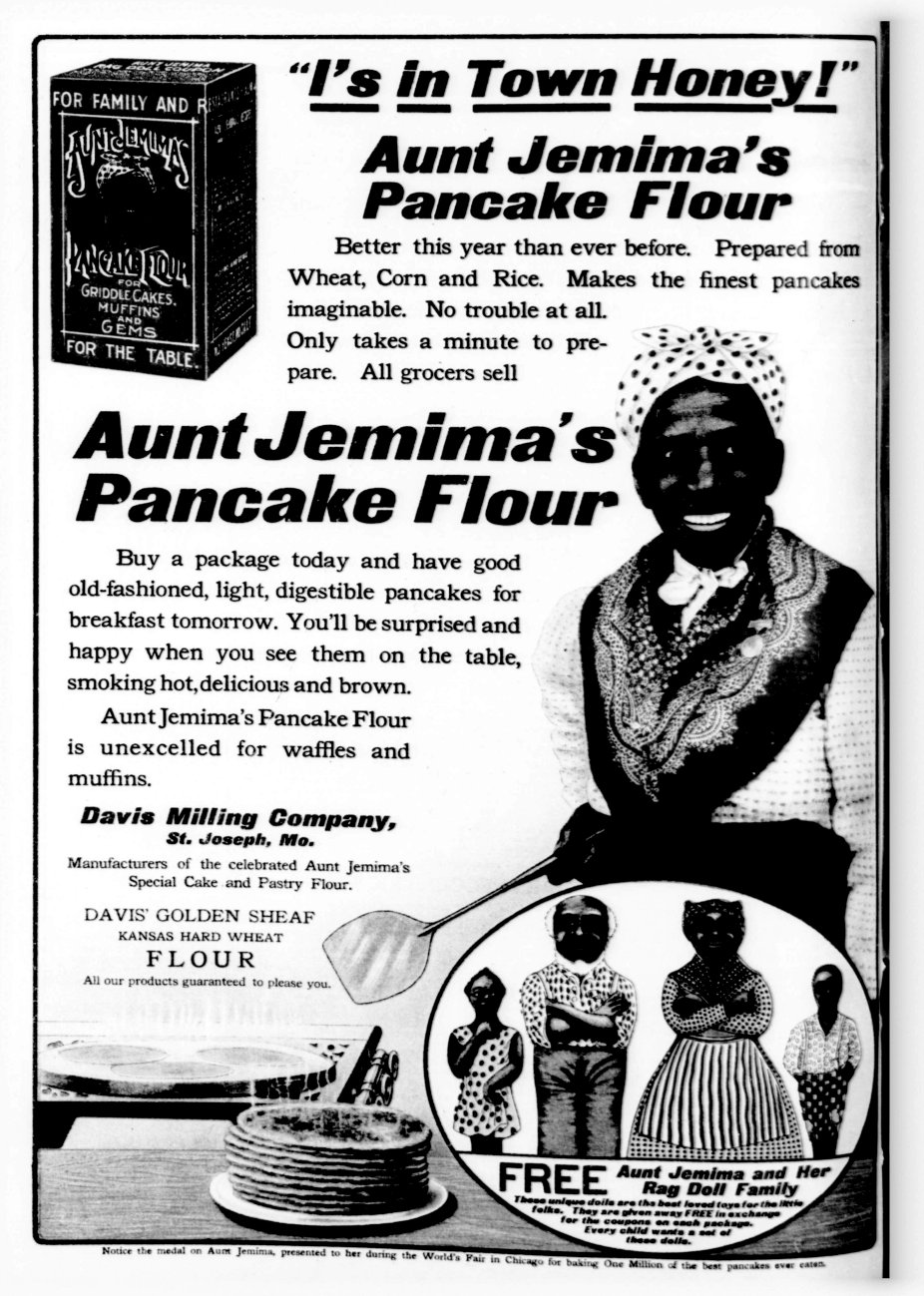
Anúncio de 1909 mostrando um ator não identificado como Aunt Jemima e promoção de família de bonecas de pano

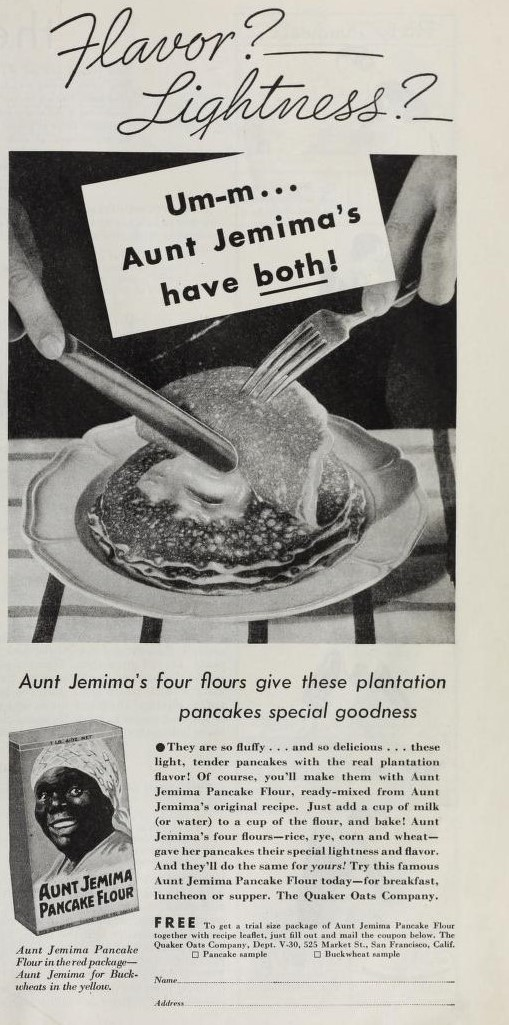
1935 – Anúncio de revista da Quaker Oats para a mistura para panquecas Aunt Jemima, com Anna Robinson interpretando Aunt Jemima

A publicidade inicial baseava-se em uma paródia de vaudeville, permanecendo uma caricatura por muitos anos.
A Quaker Oats contratou Haddon Sundblom, um artista comercial de renome nacional, para pintar o retrato de uma atriz obesa chamada Anna Robinson, e a embalagem de Aunt Jemima foi redesenhada com base na nova imagem.
James J. Jaffee, um artista freelance do Bronx, Nova York, também criou uma das imagens de Aunt Jemima utilizadas pela Quaker Oats para comercializar o produto até meados do século XX.
Assim como a fórmula da mistura mudou diversas vezes ao longo dos anos, a imagem de Aunt Jemima também passou por transformações. Em 1968, o rosto de Aunt Jemima passou a ser uma criação composta. Ela foi afinada em relação à sua aparência anterior, apresentando um visual mais “esbelto”, com uma gola branca e uma faixa de cabeça com estampa geométrica que ainda remetera ao antigo lenço.

O logotipo da marca Aunt Jemima de 1993 até o outono de 2020; o logotipo escrito continuou sendo usado isoladamente até que a marca fosse descontinuada em 2021.

Em 1989, para marcar o centenário da marca, sua imagem foi atualizada novamente, removendo-se toda cobertura de cabeça, revelando cabelos ondulados com mechas acinzentadas, brincos de pérolas com acabamento dourado e substituindo a gola branca simples por uma de renda. Na época, a nova imagem foi descrita como uma mudança para uma representação mais “sofisticada”, com a Quaker promovendo a alteração como proporcionando um “visual mais contemporâneo”, que permaneceu nas embalagens até o início de 2021.

### Reformulação da marca 2020–2021
Em 17 de junho de 2020, a Quaker Oats anunciou que a marca Aunt Jemima seria descontinuada e substituída por um novo nome e imagem “para promover avanços rumo à igualdade racial”. A imagem foi removida das embalagens no outono de 2020, enquanto a mudança do nome estava prevista para uma data posterior.
Em apenas um dia após o anúncio de junho de 2020, outras reformulações de marca e revisões do marketing – motivadas por questões semelhantes – foram anunciadas, incluindo a do arroz Uncle Ben's (renomeado para Ben's Original), da marca de xarope para panquecas Mrs. Butterworth's e do formato de sua embalagem, bem como do logotipo do chef negro “Rastus” utilizado pela Cream of Wheat.
Descendentes das intérpretes de Aunt Jemima, Lillian Richard e Anna Short Harrington, se opuseram à mudança. Vera Harris, historiadora da família de Richard, afirmou: “Eu gostaria que déssemos um tempo e não simplesmente eliminássemos tudo. Porque, bom ou ruim, isso faz parte da nossa história.” Harris acrescentou: “Apagar minha tia Lillian Richard seria apagar uma parte da história.” O bisneto de Harrington, Larnell Evans, declarou: “Isto é uma injustiça para mim e para minha família. Isto faz parte da minha história.” Evans já havia perdido, em 2015, uma ação judicial contra a Quaker Oats (entre outros) envolvendo bilhões de dólares.
Em 9 de fevereiro de 2021, a PepsiCo anunciou que o novo nome da marca seria Pearl Milling Company. A PepsiCo adquiriu esse nome para esse fim em 1º de fevereiro de 2021. A nova identidade visual foi lançada em junho daquele mesmo ano, um ano após o anúncio de que a marca Aunt Jemima seria abandonada. A PepsiCo referenciou a marca Aunt Jemima por meio do logotipo na parte frontal das embalagens por pelo menos seis meses após a reformulação. Após esse período, a empresa afirmou que não poderia abandonar completamente e de forma permanente a marca Aunt Jemima devido à legislação de marcas registradas; caso o fizesse, um terceiro poderia adquirir e utilizar a marca.

## Personagem de Aunt Jemima

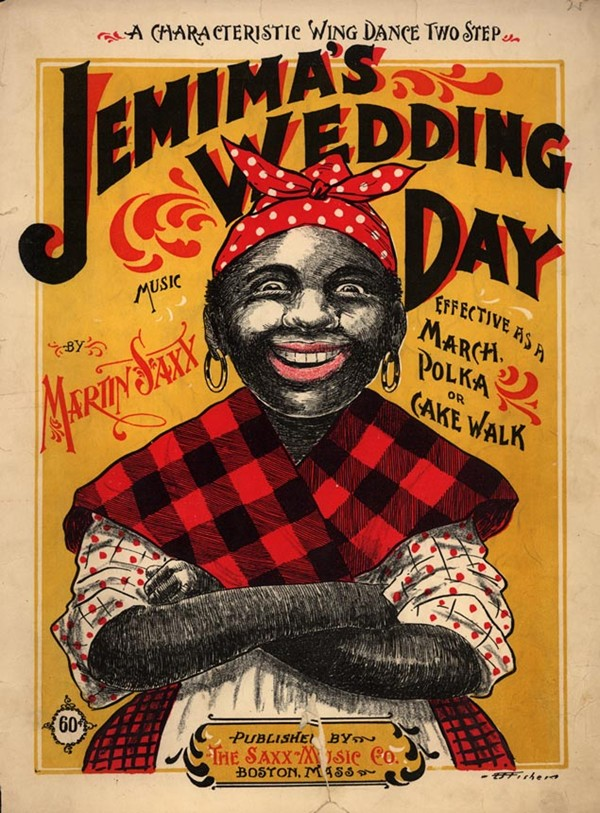
Personagem "Jemima" na capa de uma partitura de cakewalk de 1899

A personagem Aunt Jemima é baseada no comum arquétipo da "mammy" do Sul dos Estados Unidos, representando uma mulher negra robusta, que usa um lenço na cabeça e atua como uma serva dedicada e submissa. Sua pele é escura e reluzente, e seu sorriso é branco como pérolas. Embora as representações variem ao longo do tempo, elas se assemelham ao vestuário e às características físicas comuns das personagens "mammy" na história americana.
Os termos “aunt” (tia) e “uncle” (tio) nesse contexto eram uma forma de tratamento comum no Sul empregada para se referir aos escravizados idosos, funcionando como substitutos dos honoríficos em inglês, como “mistress” e “mister”, respectivamente.
Uma imagem britânica presente na Biblioteca do Congresso, possivelmente criada já em 1847, mostra uma mulher negra sorridente denominada “Miss Jim-Ima Crow”, com uma imagem emoldurada de “James Crow” na parede ao fundo. Uma personagem denominada “Aunt Jemima” já aparecia nos palcos de Washington, D.C., desde 1864. A inspiração de Rutt para Aunt Jemima foi a canção de estilo minstrel/vaudeville “Old Aunt Jemima”, de Billy Kersands, escrita em 1875. Segundo relatos, Rutt assistiu a um espetáculo minstrel que incluía essa canção no outono de 1889, apresentado por artistas em blackface identificados por Arthur F. Marquette como “Baker & Farrell”. Marquette relata que o ator que interpretava Aunt Jemima usava avental e lenço.
Entretanto, Doris Witt, da University of Iowa, não conseguiu confirmar a versão de Marquette. Witt sugere que Rutt pode ter presenciado uma apresentação do artista de vaudeville Pete F. Baker, que interpretava personagens descritos nos jornais da época como “Ludwig” e “Aunt Jemima”. Sua interpretação da personagem pode ter sido a de um homem branco em blackface, fingindo ser um imigrante alemão, imitando um artista minstrel negro que parodiava uma cozinheira negra escravizada imaginária.

### Publicidade
Materiais de marketing para a linha de produtos centrados no arquétipo “mammy”, incluindo o slogan usado pela primeira vez na Exposição Mundial de Chicago de 1893, em Illinois: “I's in Town, Honey”.
Na Feira Mundial e por décadas depois, os publicitários criaram e divulgaram histórias fictícias sobre Aunt Jemima. Ela era apresentada como a “cozinheira leal” de uma plantação fictícia do Coronel Higbee, na Louisiana às margens do Rio Mississippi. Dizia-se que ela utilizava uma receita secreta “do Sul anterior à Guerra Civil”, com seu “sabor inigualável de plantação”, para preparar as melhores panquecas em Dixie. Outra narrativa dizia que ela distraía soldados da União durante a Guerra Civil com suas panquecas, dando tempo suficiente para que o Coronel Higbee escapasse. Afirmava-se ainda que ela reanimou um grupo de sobreviventes de naufrágio com suas panquecas.
A partir de 1894, a empresa passou a incluir uma família de bonecas de papel de Aunt Jemima, que podia ser recortada da caixa de panquecas. Aunt Jemima era acompanhada por seu marido, Uncle Rastus (mais tarde renomeado para Uncle Mose, a fim de evitar confusão com a personagem da Cream of Wheat, sendo que Uncle Mose foi inicialmente introduzido como o mordomo da plantação). Seus filhos, descritos como “pickaninnies cômicos”: Abraham Lincoln, Dilsie, Zeb e Dinah. A família de bonecas de papel era retratada dançando descalça, vestida com roupas esfarrapadas, e a caixa trazia a inscrição “Before the Receipt was sold”. (Receipt é um termo rural arcaico para “receita”.) Ao adquirir outra caixa com recortes de roupas elegantes para sobrepor às bonecas, o cliente podia transformá-las “After the Receipt was sold”. Isso as inseria no mito cultural americano de ascensão social, à la Horatio Alger.
Versões em forma de Boneca de pano foram oferecidas como brinde em 1909: “Aunt Jemima Pancake Flour / Pica ninny Doll / The Davis Milling Company”. As primeiras representações mostravam pessoas pobres com remendos em suas calças, bocas exageradamente grandes e dentes faltando, e os nomes das crianças foram alterados para Diana e Wade. Com o tempo, a aparência foi aprimorada. Versões confeccionadas em pano oleado estavam disponíveis, por volta da década de 1950, com traços caricatos, olhos arredondados e bocas que lembravam fatias de melancia.
Um anúncio típico de revista, criado no início do século por meio do publicitário James Webb Young e do ilustrador N.C. Wyeth, mostra um cozinheiro negro corpulento, sorridente, enquanto um homem branco toma notas. O texto do anúncio dizia: “After the Civil War, after her master's death, Aunt Jemima was finally persuaded to sell her famous pancake recipe to the representative of a northern milling company.”
Entretanto, a Davis Milling Company não estava localizada em um estado do Norte. Missouri in the American Civil War foi um estado fronteiriço fortemente disputado. Na realidade, a personagem nunca existiu, tendo sido criada pelos publicitários para melhorar a venda dos produtos.

### Controvérsia

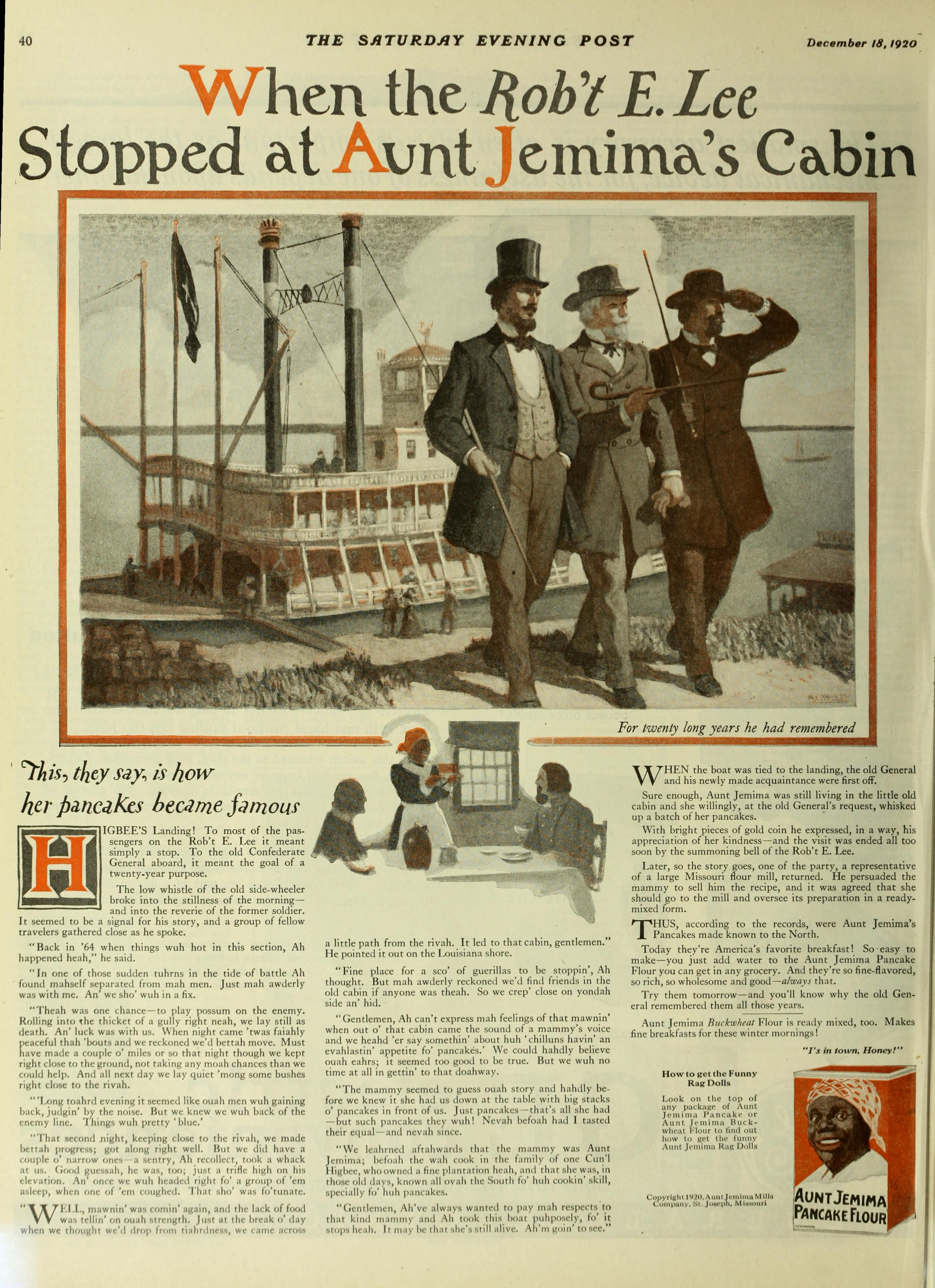
Anúncio de 1920 da Saturday Evening Post com ilustração de N.C. Wyeth

Embora a personagem Aunt Jemima não tenha sido criada até quase 25 anos após a Guerra Civil Americana, suas roupas, danças, o dialeto dos escravizados e o canto de antigas canções de plantações enquanto trabalhava remetiam a uma visão glorificada da vida nas plantações do Sul pré-Guerra Civil, numa narrativa de “escravo feliz”. A lenda de marketing em torno da bem-sucedida comercialização de sua “receita secreta” contribuiu para a nostalgia e o romantismo da vida sulista após a Guerra Civil, em meio à cultura de consumo emergente nos Estados Unidos – especialmente no contexto da venda de utensílios de cozinha.
Mulheres afro-americanas formaram a Women's Columbian Association e a Women's Columbian Auxiliary Association para contestar a exclusão dos negros das exposições da Feira Mundial de 1893, exigindo que a feira refletisse o sucesso dos afro-americanos no período pós-Emancipação. Em vez disso, a feira incluiu uma vila em miniatura da África Ocidental, cujos nativos foram retratados como selvagens primitivos. Ida B. Wells ficou indignada com a exclusão dos negros das atividades principais da feira; o chamado “Negro Day” consistia num piquenique realizado fora do recinto.
Acadêmicas negras como Hallie Quinn Brown, Anna Julia Cooper e Fannie Barrier Williams aproveitaram a Feira Mundial para denunciar a exploração das mulheres afro-americanas por homens brancos. Em seu livro A Voice from the South (1892), Cooper observou que a fascinação pela “influência sulista, ideias sulistas e ideais sulistas” havia “dito e dominado o cérebro e a musculatura desta nação”.
Essas mulheres progressistas e instruídas viam em Aunt Jemima a representação de “uma mammy para o lar nacional”. Isso está diretamente relacionado à crença de que a escravidão cultivava qualidades inatas nos afro-americanos. A ideia de que os negros eram servos naturais reforçava uma ideologia racista que negava a realidade da inteligência dos afro-americanos.
Aunt Jemima personificava uma fantasia pós-Reconstrução de domesticidade idealizada, inspirada pela hospitalidade do “escravo feliz”, revelando uma profunda necessidade de redimir o Sul pré-Guerra Civil. Outros temas correlatos foram explorados por marcas como Uncle Ben's Rice e pelo personagem Rastus da Cream of Wheat.

### Gíria
O termo “Aunt Jemima” é às vezes utilizado, de forma coloquial, como uma versão feminina do epiteto depreciativo “Uncle Tom” ou “Rastus”. Nesse contexto, o termo de gíria “Aunt Jemima” enquadra-se no arquétipo “mammy” e refere-se a uma mulher negra amigável, mas vista como excessivamente submissa ou que atua em defesa dos interesses dos brancos.
John Sylvester, da WTDY-AM, foi duramente criticado após chamar Condoleezza Rice de “Aunt Jemima” e Colin Powell de “Uncle Tom”, referindo-se a comentários do cantor e ativista dos direitos civis Harry Belafonte acerca da suposta subserviência deles na administração de George W. Bush. Ele se desculpou distribuindo a mistura para panquecas e o xarope da Aunt Jemima.
Barry Presgraves, então prefeito de 77 anos de Luray, Virginia, foi censurado por 5 votos a 1 pelo conselho municipal por ter se referido a Kamala Harris como “Aunt Jemima” após sua indicação por Joe Biden para ser a candidata a vice-presidente pelo Partido Democrata.

## Intérpretes de Aunt Jemima
O African American Registry dos Estados Unidos sugere que Nancy Green e outros que interpretaram a caricatura de Aunt Jemima devem ser celebrados, apesar do que tem sido amplamente condenado como uma imagem estereotipada e racista da marca. O registro afirma: “Celebramos o nascimento de Nancy Green em 1834. Ela foi uma contadora de histórias negra e uma das primeiras modelos corporativas negras nos Estados Unidos.”
Após o trabalho de Green como Aunt Jemima, poucos se tornaram conhecidos. Agências de publicidade (como J. Walter Thompson, Lord and Thomas, entre outras) contrataram dezenas de atores para interpretar o papel – muitas vezes designados regionalmente –, configurando a primeira campanha organizada de promoção de vendas.
A Quaker Oats encerrou as aparições locais de Aunt Jemima em 1965.

### Nancy Green
Nancy Green foi a primeira porta-voz contratada pela R. T. Davis Milling Company para a mistura para panquecas Aunt Jemima. Green nasceu em condição de escravidão no condado de Montgomery, Kentucky. Vestida como Aunt Jemima, Green apareceu na Exposição Mundial de Chicago de 1893, ao lado do “maior tonel de farinha do mundo” (24 pés de altura), onde operava uma demonstração de preparo de panquecas, cantava canções e contava histórias romantizadas sobre o Velho Sul (um lugar feliz tanto para negros quanto para brancos).
Green recusou-se a atravessar o oceano para a exposição de Paris de 1900. Ela foi substituída por Agnes Moody. Green faleceu em 1923 e foi sepultada em uma cova de pobres, sem marcação, no Oak Woods Cemetery de Chicago. Um túmulo foi colocado em 5 de setembro de 2020.

### Agnes Moody
Agnes Moody, aos 60 anos, estreou como Aunt Jemima na exposição de Paris de 1900, tendo sido erroneamente reportada como a verdadeira Aunt Jemima. Ela já era bastante conhecida na região de Chicago por seu pão e bolos de fubá. Agnes Moody faleceu em 9 de abril de 1903.

### Lillian Richard
Lillian Richard foi contratada para interpretar Aunt Jemima em 1925 e permaneceu no papel por 23 anos. Richard nasceu em 1891 e cresceu na pequena comunidade de Fouke, a 7 milhas a oeste de Hawkins, no condado de Wood, Texas. Em 1910, mudou-se para Dallas, trabalhando inicialmente como cozinheira – sua função de “promover panquecas” era sediada em Paris, Texas. Após sofrer um derrame, por volta de 1947–1948, ela retornou para Fouke, onde viveu até sua morte em 1956. Richard foi homenageada com um Marco Histórico do Texas em sua cidade natal, dedicado a seu nome em 30 de junho de 2012.
Hawkins, Texas, a leste de Mineola, é conhecida como a “Capital das Panquecas do Texas” devido à longa permanência de Lillian Richard na cidade. A câmara de comércio local decidiu aproveitar a conexão de Hawkins com Aunt Jemima para impulsionar o turismo. Em 1995, o senador estadual David Cain apresentou a Resolução do Senado nº 73, designando Hawkins como a “Capital das Panquecas do Texas”, resolução que foi aprovada e teve como articuladora a sobrinha de Lillian, Jewell Richard-McCalla.

### Artie Belle McGinty
Em 1927, Artie Belle McGinty estreou como a voz original dos anúncios de rádio da Aunt Jemima.

### Anna Robinson

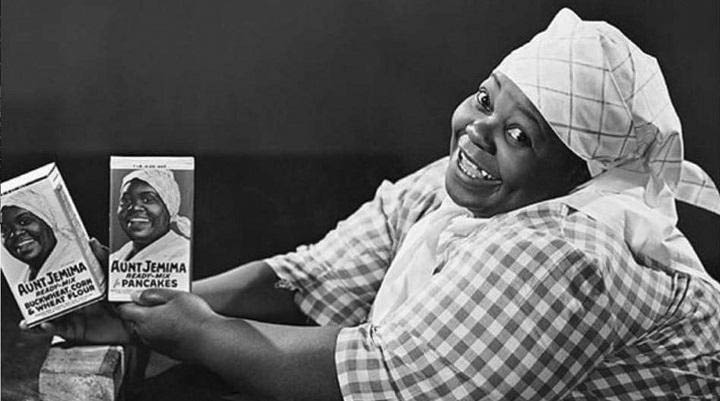
Anna Robinson interpretando Aunt Jemima em um anúncio

Anna Robinson foi contratada para interpretar Aunt Jemima na Feira Mundial "Century of Progress" de Chicago, em 1933. Robinson participou de uma audição aberta, e sua aparência remetia mais ao estereótipo “mammy” do que à figura esbelta de Lillian Richard. Nascida por volta de 1899, ela também era natural de Kentucky e viúva (assim como Green), estando na faixa dos 30 anos e com 8 anos de escolaridade. Ela foi enviada para Nova York pela agência Lord and Thomas para realizar uma sessão fotográfica. Uma história da empresa de 1967 comemorou essa jornada como “o dia em que carregaram 350 libras de Anna Robinson no Twentieth Century Limited.”
Ela se apresentou em estabelecimentos prestigiosos frequentados por ricos e famosos, como El Morocco, o Stork Club, o “21” e o Waldorf-Astoria. Fotografias mostram Robinson preparando panquecas para celebridades e estrelas da Broadway, do rádio e do cinema – imagens que foram empregadas em campanhas publicitárias “entre as mais lidas de sua época”. A embalagem da Aunt Jemima foi redesenhada com sua semelhança.
Relata-se que Robinson trabalhou para a empresa até sua morte em 1951; contudo, esse trabalho, que ocorria de forma esporádica e por apenas algumas semanas ao ano, não foi suficiente para que ela escapasse da dura realidade em que nasceu. Seu pagamento total de US$ 1.200 em 1939 (equivalent to $26 285 in 2023) correspondia quase à totalidade da renda anual de sua família, em nítido contraste com a linha do tempo oficial da história da Aunt Jemima, que afirmava que Robinson “conseguia ganhar o suficiente para sustentar seus filhos e comprar uma casa de 22 cômodos, na qual alugava quartos para inquilinos.” A mesma afirmação foi feita acerca de Anna Short Harrington, mas, segundo o censo de 1940, ela alugava um apartamento em um prédio de quatro unidades no Washington Park com sua filha, genro e dois netos.

### Rosa Washington Riles
Rosa Washington Riles tornou-se o terceiro rosto a aparecer nas embalagens da Aunt Jemima, durante a década de 1930, permanecendo até 1948. Rosa Washington nasceu em 1901, perto de Red Oak, no condado de Brown, em Ohio, sendo uma das várias filhas de Robert e Julie (Holliday) Washington e neta de George e Phoeba Washington. Ela trabalhou como cozinheira na residência de um executivo da Quaker Oats e iniciou demonstrações de panquecas a pedido do empregador. Rosa faleceu em 1969 e foi sepultada próximo a seus pais e avós no cemitério histórico da Red Oak Presbyterian Church em Ripley, Ohio. Um café da manhã anual em homenagem à Aunt Jemima tem sido uma tradicional arrecadação de fundos para esse cemitério, e a igreja mantém uma coleção de memorabilia da marca.

### Anna Short Harrington
Anna Short Harrington iniciou sua carreira como Aunt Jemima em 1935 e permaneceu no papel até 1954. Ela nasceu em 1897 no condado de Marlboro, na Carolina do Sul. A família Short vivia na plantação Pegues Place como arrendatários. Em 1927, ela mudou-se para Syracuse, Nova York. A Quaker Oats a descobriu preparando panquecas na New York State Fair de 1935. Anna Short Harrington faleceu em Syracuse em 1955.

### Edith Wilson
Edith Wilson foi o rosto da Aunt Jemima no rádio, na televisão e em aparições pessoais, de 1948 a 1966, sendo a primeira a aparecer em comerciais televisivos da marca. Nascida em 1896 em Louisville, Kentucky, Wilson foi uma cantora de blues clássico e atriz em Chicago, Nova York e Londres. Ela participou de programas de rádio como The Great Gildersleeve, tanto no rádio quanto na televisão em Amos 'n' Andy, e atuou no filme To Have and Have Not (1944). Wilson faleceu em Chicago em 31 de março de 1981.

### Ethel Ernestine Harper
Ethel Ernestine Harper interpretou Aunt Jemima durante a década de 1950. Harper nasceu em 17 de setembro de 1903 em Greensboro, Alabama. Após se formar na faculdade aos 17 anos, lecionou no ensino fundamental por 2 anos e em matemática no ensino médio por 10 anos. Em seguida, mudou-se para Nova York, onde se apresentou em The Hot Mikado em 1939. Ela também participou de Harlem Cavalcade em 1942 e fez uma turnê pela Europa durante e após a Segunda Guerra Mundial como uma das Ginger Snaps. Harper, que foi a última modelo individual a representar o logotipo da personagem, faleceu em Morristown, Nova Jersey, em 31 de março de 1979.

### Rosie Lee Moore Hall
Rosie Lee Moore Hall, a última Aunt Jemima “viva”, nasceu no condado de Robertson, Texas, em 22 de junho de 1899. Ela trabalhava no departamento de publicidade da Quaker Oats em Oklahoma quando respondeu à busca por uma nova Aunt Jemima. Hall interpretou Aunt Jemima de 1950 até sua morte (a caminho da igreja) devido a um ataque cardíaco, ocorrido em 12 de fevereiro de 1967. Ela foi enterrada no túmulo da família no Colony Cemetery, próximo a Wheelock, Texas. Em 7 de maio de 1988, seu túmulo foi declarado marco histórico.

### Aylene Lewis
Aylene Lewis interpretou Aunt Jemima no Disneyland no Aunt Jemima's Pancake House, um popular restaurante localizado na New Orleans Street em Frontierland, de 1957 até sua morte em 1964. Lewis ficou conhecida por posar para fotos com visitantes e servir panquecas a dignitários, como o primeiro-ministro indiano Jawaharlal Nehru. Ela também desenvolveu uma relação próxima com Walt Disney.

## Na cultura popular
A imagem de Aunt Jemima tem sido representada em diversos formatos e contextos ao longo da cultura popular, estando presente há mais de um século – desde a aparição de Nancy Green na Feira Mundial de 1893, em Chicago, Illinois.
Aunt Jemima, um programa de rádio de variedades no estilo minstrel, foi transmitido de 17 de janeiro de 1929 a 5 de junho de 1953, por vezes na CBS e, em outras, na Blue Network. O programa teve vários intervalos durante sua exibição.
O romance de 1933, Imitation of Life, de Fannie Hurst, apresenta uma personagem do tipo Aunt Jemima, Delilah, uma empregada que luta contra as dificuldades ao lado de sua patroa viúva, Bea. As fortunas de ambas mudam dramaticamente quando Bea aproveita a receita familiar de panquecas de Delilah para abrir um restaurante que atrai turistas na costa de Jersey Shore. O empreendimento tornou-se um grande sucesso e, eventualmente, a mistura foi embalada e vendida como a Mistura para Panquecas Aunt Delilah. O sucesso deveu-se, em parte, à venda de farinha com uma Delilah sorridente estampada na embalagem, vestida ao estilo Aunt Jemima. A versão cinematográfica de 1934 de Imitation of Life, indicada ao Academy Award, estrelada por Claudette Colbert e Louise Beavers, manteve essa parte do enredo – elemento que foi cortado do remake de 1959, estrelado por Lana Turner e dirigido por Douglas Sirk.
Na década de 1960, Betye Saar começou a colecionar imagens de Aunt Jemima, Uncle Tom, Little Black Sambo e outras figuras estereotipadas afro-americanas provenientes da cultura popular e da publicidade da era Jim Crow. Ela as incorporou em colagens e assemblages, transformando-as em declarações de protesto político e social. The Liberation of Aunt Jemima é uma de suas obras mais notáveis desse período. Nessa assemblage de mídia mista, Saar utilizou a figura estereotipada da mammy, representada por Aunt Jemima, para subverter as noções tradicionais de raça e gênero.
“Aunt Jemima's Kitchen” – denominada originalmente Aunt Jemima's Pancake House, quando iniciou suas atividades em 1955 – foi um restaurante inaugurado em 1962, durante o Movimento dos Direitos Civis, e funcionou como o restaurante oficial da marca na Disneyland. Além do restaurante, uma intérprete de Aunt Jemima estava disponível para tirar fotos com os frequentadores. O Aunt Jemima's Kitchen chegou a ter filiais em diversos locais dos Estados Unidos.
A personagem Aunt Jemima, interpretada na época por Edith Wilson, recebeu a Key to the City de Albion, Michigan, em 25 de janeiro de 1964. Atrizes que interpretaram Aunt Jemima visitaram Albion, Battle Creek (“Cereal City”) e outras cidades de Michigan ao longo de três décadas. Grand Rapids chegou a ter um Aunt Jemima's Kitchen – uma das 21 filiais – até ser rebatizado de Colonial Kitchen em 1968.
Frank Zappa inclui a música “[Electric Aunt Jemima]” em seu álbum de 1969, Uncle Meat. “Electric Aunt Jemima” era o apelido do amplificador de guitarra Standel de Zappa.
O primeiro quilt story de Faith Ringgold, Who's Afraid of Aunt Jemima? (1983), retrata a história de Aunt Jemima como uma matriarca restauratrice; por meio de textos e imagens, Ringgold transformou a caricatura oprimida da mammy em uma empresária.
“Burn Hollywood Burn”, presente no álbum de 1990 do Public Enemy, Fear of a Black Planet, contém a participação de Big Daddy Kane que comenta sobre a atualização dos estereótipos raciais com os versos: “And black women in this profession / As for playin' a lawyer, out of the question / For what they play Aunt Jemima is the perfect term / Even if now she got a perm”.
No filme de 2000, Bamboozled, de Spike Lee, Aunt Jemima (interpretada por Tyheesha Collins) aparece como uma das “pickaninnies” dançantes no show de TV deliberadamente racista, Mantan: The New Millennium Minstrel Show, ao lado de outros personagens estereotipados do Sul pré-Guerra Civil, como Rastus.
O mockumentary de 2004, C.S.A.: The Confederate States of America, apresenta diversas representações de personagens do tipo Aunt Jemima como escravas (denominadas servas) em uma linha do tempo alternativa na qual a Confederação venceu a Guerra Civil Americana.[carece de fontes?]
No episódio “Gluten Free Ebola” (2014) de South Park, Aunt Jemima aparece no sonho delirante de Eric Cartman, dizendo que a pirâmide alimentar está invertida.
Em 7 de novembro de 2020, a série de esquetes de comédia Saturday Night Live apresentou uma cena na qual Aunt Jemima foi demitida, juntamente com Uncle Ben, com os papéis sendo interpretados por “Count Chocula” e pelo “Allstate Guy”.
No filme de 2021, Judas and the Black Messiah, um policial, de forma depreciativa, compara uma mulher negra que passa com Aunt Jemima, em uma cena em que a polícia de Chicago está cercando a sede do Black Panther Party.